# Silnice I/40
Die Silnice I/40 (tschechisch für: „Straße I. Klasse 40“) ist eine tschechische Staatsstraße (Straße I. Klasse).

## Verlauf
Die Straße beginnt in Mikulov (Nikolsburg), wo sie von der Silnice I/52 (Europastraße 461) abzweigt, und verläuft im Wesentlichen parallel zur Grenze zu Österreich über Valtice (Feldsberg) nach Břeclav (Lundenburg), wo sie in dem im Westen gelegenen Stadtteil Poštorná (Unterthemenau) an der Silnice I/55 endet.
Die Gesamtlänge der Straße beträgt knapp 21 Kilometer.